# Айтбергер, Даяна
Даяна Айтбергер (нем. Dajana Eitberger, 7 января 1991, Ильменау) — немецкая саночница. Серебряный призёр зимних Олимпийских игр 2018 года, двукратная чемпионка мира, вице-чемпионка Кубка мира по санному спорту, двукратная чемпионка Европы. Призёр чемпионатов мира и Европы.

## Биография
Начала заниматься санным спортом в десятилетнем возрасте в 2001 году. В 2011 году на чемпионате мира среди юниоров в Оберхофе завоевала две золотые медали в личном первенстве и в командной эстафете в составе немецкой сборной.
Дебютировала в Кубке мира в сезоне 2012/13 на этапе в Оберхофе, где сразу заняла четвёртое место, уступив только подругам по команде Хюфнер, Гайзенбергер и Вишневски. В следующем сезоне на той же трассе Даяна впервые в карьере поднялась на подиум, став третьей. На чемпионате Европы в Сигулде стала бронзовым призёром, уступив двум россиянкам — Наталье Хоревой и Татьяне Ивановой.
В сезоне 2014/15 Айтбергер заняла второе место в общем зачёте, на семи этапах из девяти попадала в призовую тройку, а на финальном этапе, который также являлся чемпионатом Европы Даяна одержала победу, вырвав в упорной борьбе у Натали Гайзенбергер всего 0,01 с. Благодаря этой победе Айтбергер попала в состав немецкой сборной в эстафету и завоевала второе золото чемпионата Европы.
На чемпионате мира 2016 завоевала первую медаль мировых первенств, завоевав бронзу в спринте. В соревнованиях одиночек заняла 20 место, провалив вторую попытку.
На зимних Олимпийских играх в Пхёнчхане, Даяна, по сумме четырёх заездов показала второе время и завоевала серебряную Олимпийскую медаль. 
На чемпионате мира 2025 года в Канаде, Даяна в новой дисциплине — парный микст, в составе немецкой команды, завоевал серебряную медаль, а на следующий день стала бронзовым призёром в женских двойках. 